# The Way You Make Me Feel
The Way You Make Me Feel là một bài hát của nghệ sĩ thu âm người Mỹ Michael Jackson nằm trong album phòng thu thứ bảy của ông, Bad (1987). Nó được phát hành như là đĩa đơn thứ ba trích từ album vào ngày 9 tháng 11 năm 1987 bởi Epic Records. Bài hát cũng xuất hiện trong nhiều album tổng hợp của Jackson, như HIStory Begins (1995), Number Ones (2003), The Ultimate Collection (2004), The Essential Michael Jackson (2005), Visionary: The Video Singles (2006) và This Is It (2009). Được viết lời và sản xuất bởi Jackson và Quincy Jones, đây là một bản R&B với nội dung liên quan đến việc Jackson cố gắng gây ấn tượng với một người phụ nữ.
Sau khi phát hành, "The Way You Make Me Feel" nhận được những đánh giá tích cực từ các nhà phê bình âm nhạc, trong đó họ đánh giá nó như là một điểm nhấn nổi bật từ Bad. Bài hát cũng gặt hái những thành công vượt trội về mặt thương mại, đứng đầu các bảng xếp hạng ở Ireland và Tây Ban Nha, và lọt vào top 10 ở hầu hết những quốc gia nó xuất hiện, bao gồm vươn đến top 5 ở nhiều thị trường lớn như Úc, Bỉ, Ý, New Zealand và Vương quốc Anh. Tại Hoa Kỳ, "The Way You Make Me Feel" đạt vị trí số một trên bảng xếp hạng Billboard Hot 100 trong một tuần, trở thành đĩa đơn quán quân thứ chín trong sự nghiệp của Jackson tại đây, và là đĩa đơn thứ ba liên tiếp từ Bad đứng đầu bảng xếp hạng.
Video ca nhạc cho "The Way You Make Me Feel" được đạo diễn bởi Joe Pytka, trong đó Jackson theo đuổi và nhảy múa trước một người phụ nữ. Nó đã nhận được một đề cử giải thưởng video âm nhạc của MTV năm 1988 cho Video có vũ đạo xuất sắc nhất, và phong cách của ông thể hiện trong video đã tạo nên sức ảnh hưởng nhất định đến phong cách trình diễn của nhiều nghệ sĩ đương đại, như Usher, Chris Brown và Ne-Yo. Sau đó, nó cũng xuất hiện trong nhiều ấn phẩm video của Jackson, bao gồm Video Greatest Hits – HIStory, Number Ones, Michael Jackson's Vision và bản DVD của Bad 25. Bài hát đã được trình diễn trong tất cả những chuyến lưu diễn thế giới của Jackson dưới tư cách một nghệ sĩ hát đơn, và đã được lên kế hoạch thực hiện cho buổi hòa nhạc This Is It (2009-2010).

## Danh sách bài hát
Đĩa 7"
1. "The Way You Make Me Feel" (bản 7") – 4:26
2. "The Way You Make Me Feel" (không lời) – 4:26

Đĩa 12" tại Vương quốc Anh
1. "The Way You Make Me Feel" (Dance phối mở rộng) – 7:53
2. "The Way You Make Me Feel" (bản Dub) – 5:06
3. "The Way You Make Me Feel" (A Cappella) – 4:30

Đĩa 12" tại Hoa Kỳ
1. "The Way You Make Me Feel" (Dance phối mở rộng) – 7:53
2. "The Way You Make Me Feel" (Dance phối lại radio chình sửa) – 5:20
3. "The Way You Make Me Feel" (bản dub) – 5:06
4. "The Way You Make Me Feel" (A Cappella) – 4:30

Đĩa Visionary
Mặt CD
1. "The Way You Make Me Feel" (bản 7") – 4:26
2. "The Way You Make Me Feel" (Dance phối mở rộng) – 7:53

Mặt DVD
1. "The Way You Make Me Feel" (video ca nhạc) – 6:43

## Xếp hạng
| Bảng xếp hạng (1987-1988)                | Vị trí cao nhất |
| ---------------------------------------- | --------------- |
| Úc (Kent Music Report)                   | 5               |
| Áo (Ö3 Austria Top 40)                   | 15              |
| Bỉ (Ultratop 50 Flanders)                | 2               |
| Canada (RPM)                             | 7               |
| Canada Adult Contemporary (RPM)          | 13              |
| Châu Âu (European Hot 100 Singles)       | 3               |
| Pháp (SNEP)                              | 29              |
| Đức (Official German Charts)             | 12              |
| Ireland (IRMA)                           | 1               |
| Ý (FIMI)                                 | 4               |
| Hà Lan (Dutch Top 40)                    | 6               |
| Hà Lan (Single Top 100)                  | 6               |
| New Zealand (Recorded Music NZ)          | 2               |
| Thụy Sĩ (Schweizer Hitparade)            | 8               |
| Anh Quốc (OCC)                           | 3               |
| Hoa Kỳ Billboard Hot 100                 | 1               |
| Hoa Kỳ Adult Contemporary (Billboard)    | 9               |
| Hoa Kỳ Dance Club Songs (Billboard)      | 1               |
| Hoa Kỳ Hot R&B/Hip-Hop Songs (Billboard) | 1               |
| Bảng xếp hạng (2006)                     | Vị trí cao nhất |
| Tây Ban Nha (PROMUSICAE)                 | 1               |
| Bảng xếp hạng (2009)                     | Vị trí cao nhất |
| Đan Mạch (Tracklisten)                   | 20              |
| Thụy Điển (Sverigetopplistan)            | 24              |

| Bảng xếp hạng (1987)                 | Vị trí |
| ------------------------------------ | ------ |
| Belgium (Ultratop 50 Flanders)       | 92     |
| UK Singles (Official Charts Company) | 56     |
| Bảng xếp hạng (1988)                 | Vị trí |
| Australia (Kent Music Report)        | 86     |
| Italy (FIMI)                         | 43     |
| US Billboard Hot 100                 | 36     |
| US Hot R&B/Hip-Hop Songs (Billboard) | 17     |
| US Hot Dance Club Songs (Billboard)  | 19     |

## Chứng nhận
| Quốc gia                                                                           | Chứng nhận | Số đơn vị/doanh số chứng nhận |
| ---------------------------------------------------------------------------------- | ---------- | ----------------------------- |
| Úc (ARIA)                                                                          | Vàng       | 35.000^                       |
| Anh Quốc (BPI)                                                                     | Bạc        | 250.000‡                      |
| * Chứng nhận dựa theo doanh số tiêu thụ. ^ Chứng nhận dựa theo doanh số nhập hàng. |            |                               |